# Ermida de Santa Efigênia
Capela ou Ermida de Santa Efigênia, localizada na área rural do distrito de Mestre Caetano, município de Sabará, no antigo povoado de Cuiabá que, atualmente, é área de atuação da Mineradora AngloGold Ashanti Atualmente, permanece isolada, sem os ritos tradicionais, dentro da área de mineração reativada em 1990 e explorada, a partir de 1999, pela AngloGold Ashanti Company que, por sua vez, a partir da instalação da exploração mecanizada de caráter industrial, interfere intensamente no contexto original e ambiental do conjunto formado por essas edificações religiosas. 
A pequena Capela ou Ermida de Santa Efigênia de Cuiabá implanta-se no alto de uma colina rodeada por vegetação abundante e dentro da área de mineração da atual AngloGold Ashanti. Situa-se em local privilegiado, de grande beleza paisagística, isolada em uma colina fronteira onde se instala a Capela de Nossa Senhora do Rosário. No processo de tombamento dessas duas edificações chama a atenção o sítio paisagístico onde se inserem os monumentos: “Impressionou-nos sobremaneira a singularidade da região pela beleza e riqueza da paisagem natural, bem como pela presença de pequenos monumentos religiosos que ali se enquadram em excepcional moldura: a Capela de Nossa Senhora do Rosário e a Ermida de Santa Efigênia.” 
Não foram localizados elementos documentais sobre a construção da ermida, mas pelas características construtivas, inclusive material empregado, parece tratar-se de edificação bastante antiga. Em planta intitulada “Mining Concession at Cuyabá”, datada de 1878 e mandada elaborar pela Companhia do Morro Velho, a ermida é referida sob o nome de “Capela de Santa Cruz” A edificação apresenta planta com secção única ladeada por pequena sacristia e a simplicidade construtiva em barro, trazida pelos primeiros colonizadores e adaptada ao sítio de topografia acidentada, em estrutura autônoma de madeira com vedações em adobe. 
A construção, coberta com telhas de barro, do tipo capa e bica, mostra os cunhais em madeira e beirais forrados em madeira com galbos que dão graciosidade e lançam as águas pluviais para longe das paredes. A fachada principal é extremamente simples, com cunhais de madeira e porta do tipo calha. Apresentava três vãos de janelas na altura do coro até reforma recente feita pela Mineração Morro Velho, na qual se elevou o vão central até a empena, fazendo-se dela sineira. O enquadramento dos vãos é em madeira com vergas retas e folhas em madeira. O interior é pobre, sem ornamentação, com coro, restos de um altar e oratório, todos em madeira com acabamento rústico. Não possui grandes riquezas e encontrava-se em péssimo estado de conservação na época do tombamento em 1978. 
O primeiro registro de restauração da capelinha aponta trabalhos que duraram de 1852 a 1858. Foi restaurada em 1965, por iniciativa do senhor Joaquim Cláudio de Almeida. Nos anos de 2009 e 2010, foram realizadas obras de restauração da Capela de Nossa Senhora do Rosário e da Ermida de Santa Efigênia patrocinadas com recursos da empresa AngloGold Ashanti e fiscalizadas pelo IEPHA/MG, mas continuam sem ocupação e uso. A Ermida de Santa Efigênia constitui exemplar remanescente de construção religiosa de natureza rural, erguida pelos fundadores de arraiais do século XVIII no território das Minas, documentando, portanto, a religiosidade das primitivas populações mineiras afastadas dos grandes centros.